# Josef Schumacher (Politiker, 1841)
Josef Schumacher (* 24. April 1841 in Stommeln; † 30. November 1904) war ein deutscher Staatsanwalt und Parlamentarier.

## Leben
Josef Schumacher studierte an der Rheinischen Friedrich-Wilhelms-Universität Rechtswissenschaft. 1862 wurde er Mitglied des Corps Saxonia Bonn. Nach den Examen trat er in den preußischen Justizdienst. Er wurde Erster Staatsanwalt am Landgericht Brieg (1886) und am Landgericht Koblenz (1891). Er war Hauptmann der Landwehr.
Nach einer Nachwahl 1889 saß Schumacher 1890–1893 als Abgeordneter des Wahlkreises Breslau 11 (Ohlau, Brieg) im Preußischen Abgeordnetenhaus. 1892/93 war er Schriftführer des Parlaments. Er gehörte der Fraktion der Freikonservativen Partei an und erhielt den Charakter als Geh. Justizrat.